# Longeville-lès-Saint-Avold
Pour les articles homonymes, voir Longeville (homonymie).
Longeville-lès-Saint-Avold est une commune française située dans le département de la Moselle, en région Grand Est.
Localisée dans les régions naturelles du pays de Nied et du Warndt, ainsi que dans le bassin de vie de la Moselle-Est, la commune comptait 3 592 habitants au dernier recensement de 2022 .

## Géographie
La commune est située à environ quatre kilomètres de Saint-Avold et à trente-huit kilomètres de Metz. Elle se situe dans une vallée du massif forestier franco-allemand du Warndt. Le cours d’eau de la Rosselle prend sa source sur le territoire de la commune, avant de se diriger vers Saint-Avold, Hombourg-Haut puis Forbach et de passer en Allemagne, où elle confluera avec la Sarre.

### Réserve naturelle
Depuis 1985, Longeville-lès-Saint-Avold abrite aussi une réserve naturelle volontaire de 79 hectares pour les chiroptères, la première créée en France par le ministère de l’Environnement. En effet, les sites dits du Haut Bois et du Castelberg sont creusés de grottes qui servent de refuges hivernaux aux chauves-souris. Quatorze espèces sont présentes, dont le Grand rhinolophe, le Grand murin, le Vespertilion à oreilles échancrées, le Vespertilion de Bechstein et la Barbastelle d’Europe.
Le classement du site comme réserve naturelle volontaire a pris fin au début des années 2000, en conséquence de la réforme des réserves naturelles, en 2002.

### Les mines de Longeville-lès-Saint-Avold
La mine du Haut-Bois est une ancienne mine de cuivre exploitée dans les couches intermédiaires du grès du Trias inférieur et fermée en 1864.

### Hydrographie

#### Réseau hydrographique
La commune est située dans le bassin versant du Rhin au sein du bassin Rhin-Meuse. Elle est drainée par la Rosselle, le ruisseau le Blindengraben, le ruisseau le Friesegraben et le ruisseau de Dourd'Hal.
La Rosselle, d'une longueur totale de 32,8 km, prend sa source dans la commune de Boucheporn traverse treize communes françaises puis, au-delà de Petite-Rosselle, poursuit son cours en Allemagne où elle se jette dans la Sarre.

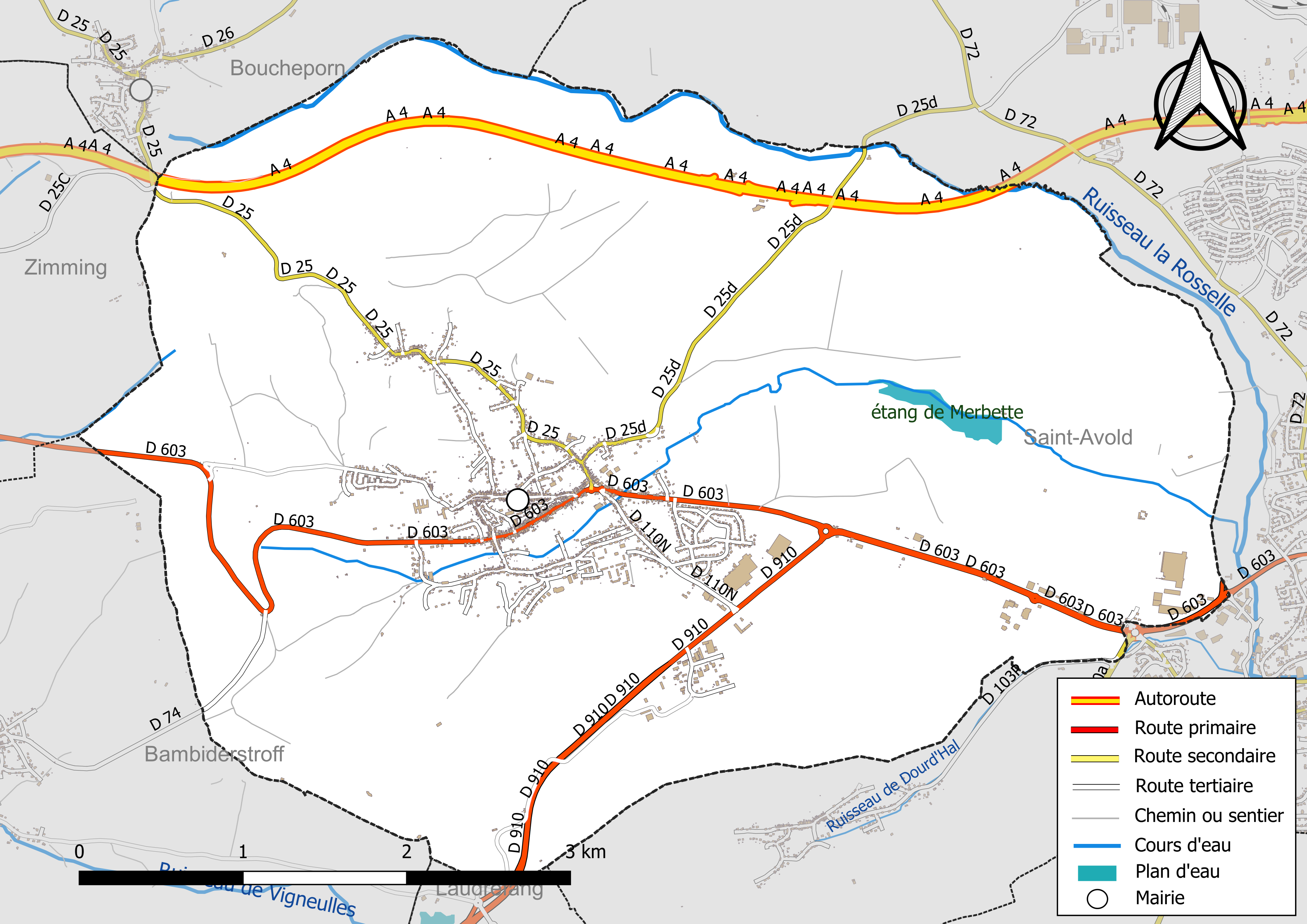
Réseaux hydrographique et routier de Longeville-lès-Saint-Avold.

#### Gestion et qualité des eaux
Le territoire communal est couvert par le schéma d'aménagement et de gestion des eaux (SAGE) « Bassin Houiller ». Ce document de planification, dont le territoire est approximativement délimité par un triangle formé par les villes de Creutzwald, Faulquemont et Forbach, d'une superficie de 576 km2, a été approuvé le 27 octobre 2017. La structure porteuse de l'élaboration et de la mise en œuvre est la région Grand Est. Il définit sur son territoire les objectifs généraux d’utilisation, de mise en valeur et de protection quantitative et qualitative des ressources en eau superficielle et souterraine, en respect des objectifs de qualité définis dans le SDAGE  du Bassin Rhin-Meuse.
La qualité des eaux des principaux cours d’eau de la commune, notamment du ruisseau la Rosselle, peut être consultée sur un site dédié géré par les agences de l’eau et l’Agence française pour la biodiversité.

### Climat
Pour des articles plus généraux, voir Climat du Grand Est et Climat de la Moselle.
En 2010, le climat de la commune est de type climat des marges montargnardes, selon une étude du Centre national de la recherche scientifique s'appuyant sur une série de données couvrant la période 1971-2000. En 2020, Météo-France publie une typologie des climats de la France métropolitaine dans laquelle la commune est exposée à un climat semi-continental et est dans la région climatique  Lorraine, plateau de Langres, Morvan, caractérisée par un hiver rude (1,5 °C), des vents modérés et des brouillards fréquents en automne et hiver. 
Pour la période 1971-2000, la température annuelle moyenne est de 9,7 °C, avec une amplitude thermique annuelle de 16,9 °C. Le cumul annuel moyen de précipitations est de 881 mm, avec 11,9 jours de précipitations en janvier et 9,6 jours en juillet. Pour la période 1991-2020, la température moyenne annuelle observée sur la station météorologique de Météo-France la plus proche, « Seingbouse », sur la commune de Seingbouse à 14 km à vol d'oiseau, est de 10,5 °C et le cumul annuel moyen de précipitations est de 731,4 mm. 
La température maximale relevée sur cette station est de 37,9 °C, atteinte le 25 juillet 2019 ; la température minimale est de −17 °C, atteinte le 20 décembre 2009,,. 
Les paramètres climatiques de la commune ont été estimés pour le milieu du siècle (2041-2070) selon différents scénarios d'émission de gaz à effet de serre à partir des nouvelles projections climatiques de référence DRIAS-2020. Ils sont consultables sur un site dédié publié par Météo-France en novembre 2022.

## Urbanisme

### Typologie
Au 1er janvier 2024, Longeville-lès-Saint-Avold est catégorisée bourg rural, selon la nouvelle grille communale de densité à sept niveaux définie par l'Insee en 2022.
Elle appartient à l'unité urbaine de Longeville-lès-Saint-Avold, une unité urbaine monocommunale constituant une ville isolée,. Par ailleurs la commune fait partie de l'aire d'attraction de Saint-Avold (partie française), dont elle est une commune de la couronne,. Cette aire, qui regroupe 28 communes, est catégorisée dans les aires de moins de 50 000 habitants,.

### Occupation des sols
L'occupation des sols de la commune, telle qu'elle ressort de la base de données européenne d’occupation biophysique des sols Corine Land Cover (CLC), est marquée par l'importance des forêts et milieux semi-naturels (50,8 % en 2018), une proportion sensiblement équivalente à celle de 1990 (51,5 %). La répartition détaillée en 2018 est la suivante :
forêts (49,3 %), terres arables (12,5 %), prairies (11,1 %), zones agricoles hétérogènes (10,1 %), zones urbanisées (9,2 %), zones industrielles ou commerciales et réseaux de communication (3,9 %), milieux à végétation arbustive et/ou herbacée (1,5 %), zones humides intérieures (1,3 %), mines, décharges et chantiers (1,1 %). L'évolution de l’occupation des sols de la commune et de ses infrastructures peut être observée sur les différentes représentations cartographiques du territoire : la carte de Cassini (XVIIIe siècle), la carte d'état-major (1820-1866) et les cartes ou photos aériennes de l'IGN pour la période actuelle (1950 à aujourd'hui).

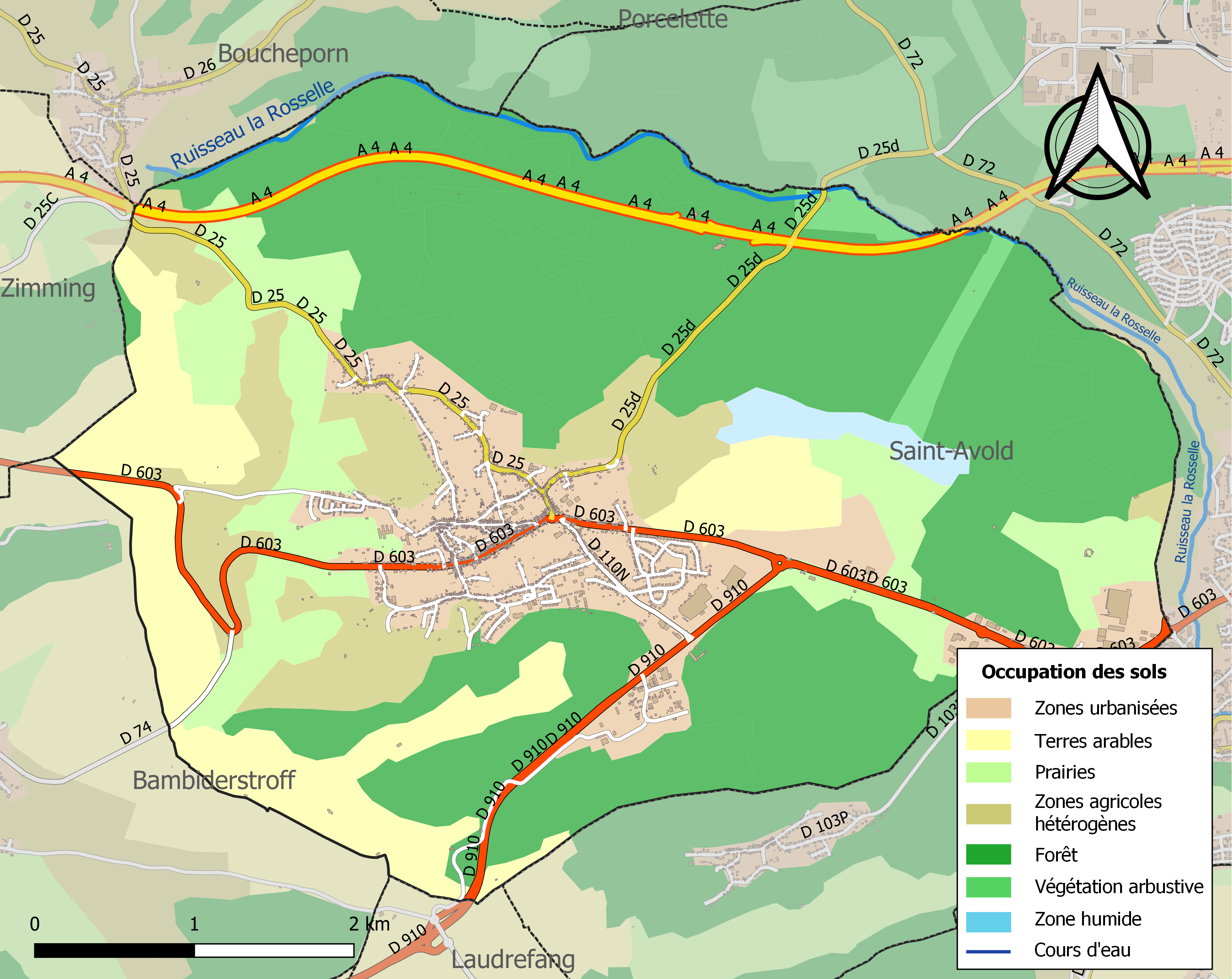
Carte des infrastructures et de l'occupation des sols de la commune en 2018 (CLC).

## Toponymie
Anciennes mentions : Locum Glanderia (587), Locum Villelonge (1000), Longixdorf (1179), Longavilla (1180), Longavillen (1344), Longaville & Lungenfeld (1416), Longauillen (1462), Longfillen et Lungenfeldt (1486), Longenfelt (1497), Lungeville en Allemaigne (1502), Lungenfeldt (1594), Langendorf (XVIIIe siècle), Longeville (1793), Longeville-lès-Saint-Avold (1801), Lubeln (1871-1918), Langsdorf (1940-1944),.
Lungenfeld en allemand, Lubeln en francique mosellan et Luuwle en francique rhénan.
On retrouve la trace de la commune dès le XIIe siècle, dans les actes de l’évêque de Metz. Longeville est alors connue sous le nom de Longavilla en 1180, ce qui signifie littéralement le long domaine. En 1314, ce nom se précise avec le rajout de Longavilla Juxta Sanctum Martinum in Glandaria, autrement dit Longeville de Saint-Martin à la Glandière. En 1801, la commune prend le nom que l’on connait désormais, Longeville-lès-Saint-Avold, pour se distinguer de ses homonymes.
Durant le XIXe siècle, la commune était également connue au niveau postal sous l'alias de Louvelen.
À la suite de l’annexion allemande de 1871, le nom de Longeville sera à nouveau changé en Lubeln, nom également utilisé par les habitants parlant encore le francique mosellan (Platt). La commune retrouve son nom français dès 1918 mais sera rebaptisée Langsdorf entre 1940 et 1944.

### Sobriquets
- Anciens sobriquets désignant les habitants[21] : Die Grumbiren Pitscher (ceux qui font péter/éclater les pommes de terre) ; Die Lubler Grumbiren Schnapser (les buveurs d'eau-de-vie de Longeville).

## Histoire
Des vestiges gallo-romains, découverts sur le ban de la commune, témoignent de l’ancienneté de l’occupation du site, confirmée par la présence d’un centre important de production de céramique sigillée situé dans le village voisin de Boucheporn.
La localité se développe autour du vaste domaine d’une abbaye bénédictine, fondée au VIe siècle et nommée Saint-Martin-de-Glandières. Au Moyen Âge, Longeville dépend de l’ancien duché de Lorraine. L'avouerie était un fief lorrain, rattachée au royaume de France depuis 1766.
Durant la Seconde Guerre mondiale, Longeville-lès-Saint-Avold peut être considérée comme une ville martyre. Près de 150 jeunes réfractaires et résistants seront déportés. Certains seront abattus par l'occupant.
L’ancienne abbaye bénédictine Saint-Martin-de-Glandières est fondée par le duc d’Aquitaine, Bodagiste, vers 587. En 1215, l’abbé Vulperus ajoute un hôpital au bâtiment. Mais les attaques et les pillages successifs par les troupes d’Albert de Brandebourg en 1552, par les Suédois en 1635, les troupes de Turenne et enfin par les Luxembourgeois en 1672, ruineront le monument. Il faut donc attendre 1685 et l’aide de Louis XIV pour que Don Hilario de Bar restaure l’abbaye.
La Révolution française condamne le clergé et, en 1792, le bâtiment est vendu à Charles Frédéric Durbach pour la somme de 101 000 livres. La bibliothèque monastique est transférée à Metz, tandis que le nouveau propriétaire détruit l’église abbatiale et construit une distillerie de pommes de terre, grâce à l’argent gagné après la vente des matériaux et biens de l’Église. En 1905, l’abbaye est revendue à l’évêché de Metz, qui le confie à l’ordre franciscain. Un terrible incendie ravage le bâtiment en 1937, mais grâce à l’aide de la population, il est entièrement rénové en moins de deux ans. Après la Libération, les moines continuent la réhabilitation et construisent une chapelle. Le monument est finalement vendu à la caisse primaire d’assurance maladie de Thionville en 1954 et devient ainsi la maison de repos et de convalescence Notre-Dame de la Paix, agréée depuis 1986.
La mine du Haut-Bois est une ancienne mine de cuivre exploitée dans les couches intermédiaires du grès du Trias inférieur et fermée en 1864.
Berg est une localité disparue qui se trouvait située près de Longeville-lès-Saint-Avold.

## Politique et administration

### Liste des maires
| Période                                  | Période   | Identité                    | Étiquette | Qualité                                                                                              |
| ---------------------------------------- | --------- | --------------------------- | --------- | --- |
| Les données manquantes sont à compléter. |           |                             |           | |
| 1815                                     | 1830      | Jean Fougerouse             |           | |
| 1830                                     | 1837      | Dominique François Willaume |           | |
| 1837                                     | 1848      | Georges Poulmaire           |           | |
| 1848                                     | 1852      | Pierre Mangin               |           | Aubergiste                                                                                           |
| 1852                                     | 1856      | Georges Poulmaire           |           | |
| 1856                                     | 1860      | Jean Losson                 |           | |
| 1860                                     | 1868      | Jean-Louis Robert           |           | |
| août 1860                                | 1871      | Charles Durbach             |           | |
| 1871                                     | 1873      | Louis Richard               |           | |
| 1873                                     | 1876      | Jean Losson                 |           | |
| Les données manquantes sont à compléter. |           |                             |           | |
| 1902                                     | 1909      | Jean-Pierre Losson          |           | |
| 1909                                     | 1915      | Nicolas Vilpert             |           | |
| 1918                                     | 1922      | Jean-Nicolas Losson         |           | |
| 1922                                     | 1929      | Nicolas Heil                |           | |
| 1929                                     | 1932      | Ernest Stein                |           | |
| février 1932                             | 1940      | Jean-Pierre Ballèvre        |           | |
| 1940                                     | 1941      | Ernest Vincent              |           | |
| 1941                                     | 1944      | Pierre Colette              |           | |
| 1944                                     | 1945      | Ernest Vincent              |           | |
| 1945                                     | 1947      | Lucien Henry                |           | |
| 1947                                     | 1947      | Jean-Pierre Losson          |           | |
| 1947                                     | 1953      | Lucien Henry                |           | |
| 1953                                     | 1959      | Nicolas Hettinger           |           | |
| Les données manquantes sont à compléter. |           |                             |           | |
| mars 1983                                | mars 2014 | Robert Webert               | SE        | |
| mars 2014                                | juin 2020 | Suzanne Thielen-Kalis       | SE        | Fonctionnaire                                                                                        |
| juin 2020                                | En cours  | Emmanuel Thiry              | DVD       | Cadre de la fonction publique 5e vice-président de la CC du District Urbain de Faulquemont (2020 → ) |

## Démographie
L'évolution du nombre d'habitants est connue à travers les recensements de la population effectués dans la commune depuis 1793. Pour les communes de moins de 10 000 habitants, une enquête de recensement portant sur toute la population est réalisée tous les cinq ans, les populations de référence des années intermédiaires étant quant à elles estimées par interpolation ou extrapolation. Pour la commune, le premier recensement exhaustif entrant dans le cadre du nouveau dispositif a été réalisé en 2008.

En 2022, la commune comptait 3 592 habitants, en évolution de −2,81 % par rapport à 2016 (Moselle : +0,52 %, France hors Mayotte : +2,11 %).
| 1793  | 1800  | 1806  | 1821  | 1836  | 1841  | 1861  | 1866  | 1871  |
| ----- | ----- | ----- | ----- | ----- | ----- | ----- | ----- | ----- |
| 1 448 | 1 596 | 1 709 | 1 702 | 2 153 | 2 148 | 1 897 | 1 941 | 1 855 |

| 1875  | 1880  | 1885  | 1890  | 1895  | 1900  | 1905  | 1910  | 1921  |
| ----- | ----- | ----- | ----- | ----- | ----- | ----- | ----- | ----- |
| 1 827 | 1 851 | 1 696 | 1 636 | 1 609 | 1 657 | 1 759 | 1 801 | 1 769 |

| 1926  | 1931  | 1936  | 1946  | 1954  | 1962  | 1968  | 1975  | 1982  |
| ----- | ----- | ----- | ----- | ----- | ----- | ----- | ----- | ----- |
| 1 792 | 1 915 | 2 066 | 2 015 | 2 564 | 3 096 | 3 170 | 3 372 | 3 664 |

| 1990  | 1999  | 2006  | 2008  | 2013  | 2018  | 2022  | - | - |
| ----- | ----- | ----- | ----- | ----- | ----- | ----- | - | - |
| 3 690 | 3 750 | 3 758 | 3 761 | 3 766 | 3 635 | 3 592 | - | - |

## Économie
Longeville comptait[Quand ?] 135 entreprises, en majorité des PME et des artisans.

## Culture locale et patrimoine

### Lieux et monuments

#### Édifices civils
- Vestiges gallo-romains.
- Vestiges d’une forteresse médiévale.
- Caves troglodytes.
- Abbaye Saint-Martin-des-Glandières. Son aspect actuel est du XVIIe siècle avec l'ancienne enceinte. L'abbaye sert aujourd'hui de maison de repos et de convalescence. L'abbaye est entourée d'un vaste parc arboré.
- Salle Saint-Martin. L'entrée principale est surmontée d'une statue de saint Martin.
- Mairie.
- Demeures anciennes.
- Fresque murale de l'ancien village, rue Principale.
- Monuments aux morts.
- Monument érigé près de l'église en mémoire des résistants de Longeville-lès-Saint-Avold.
- Mémorial des déportés et des résistants (érigé près de la D 603).
- Presbytère catholique, situé près de l'église Saint-Magne. Il a été construit en 1913. L'entrée est ornée d'une croix de Lorraine.
- Maisons forestières.
- Behrmuhle (écart de la commune).
- Finseling (ferme ruinée).
- Wingerthal, village ou lieu-dit de la commune, aujourd'hui disparu.

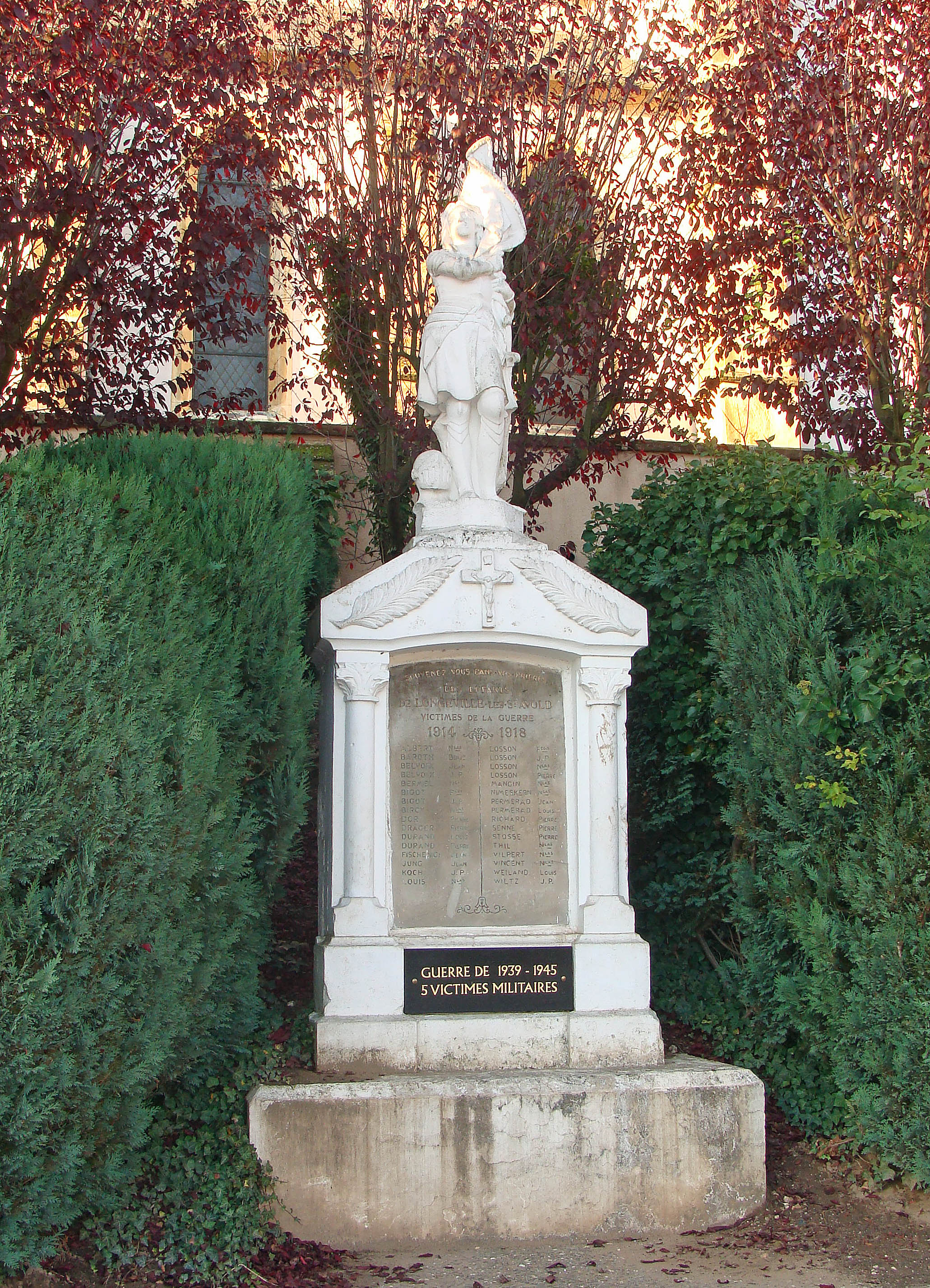
Monument aux morts (1914-1918).
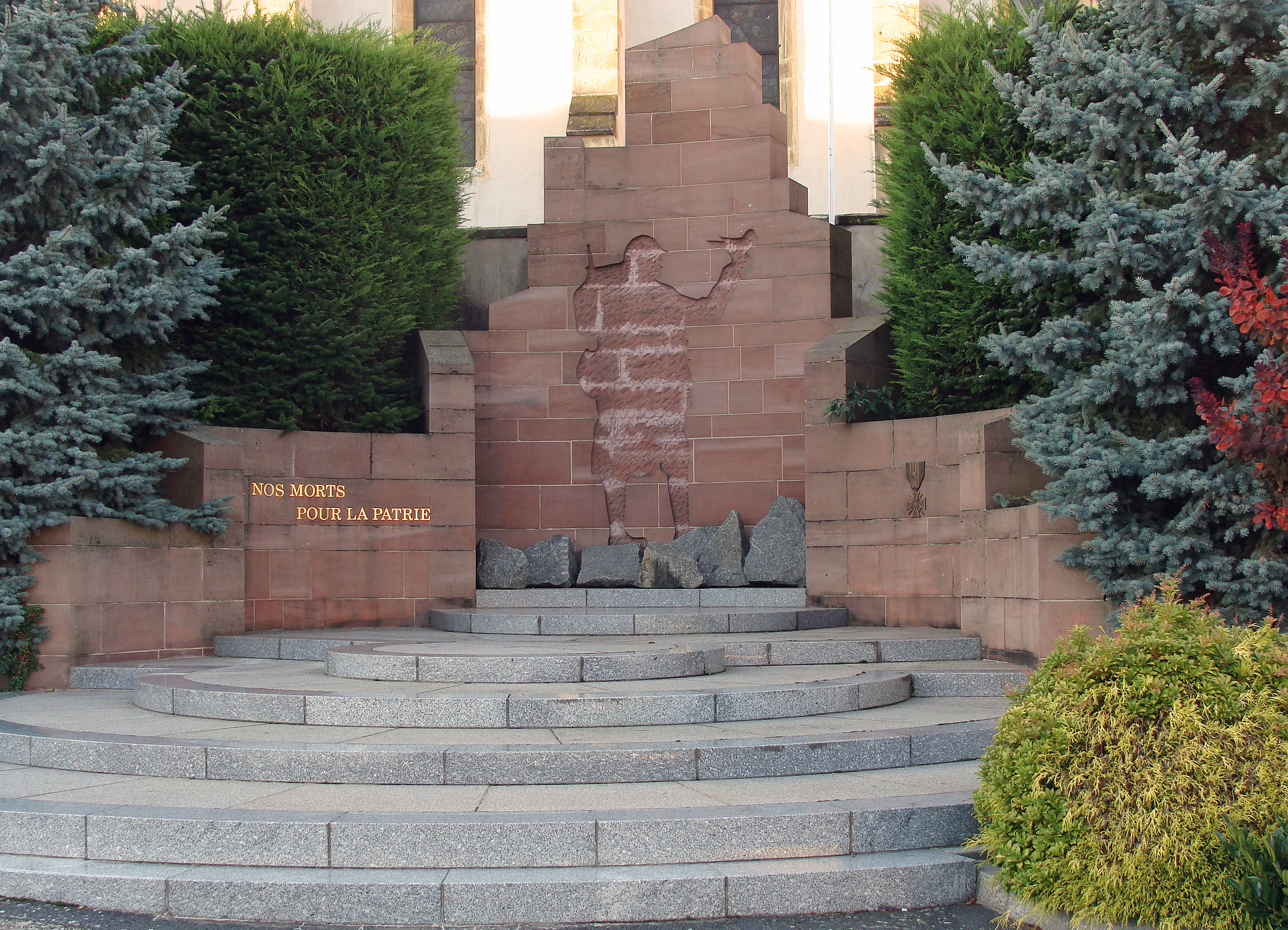
Monument aux morts (1939-1945).
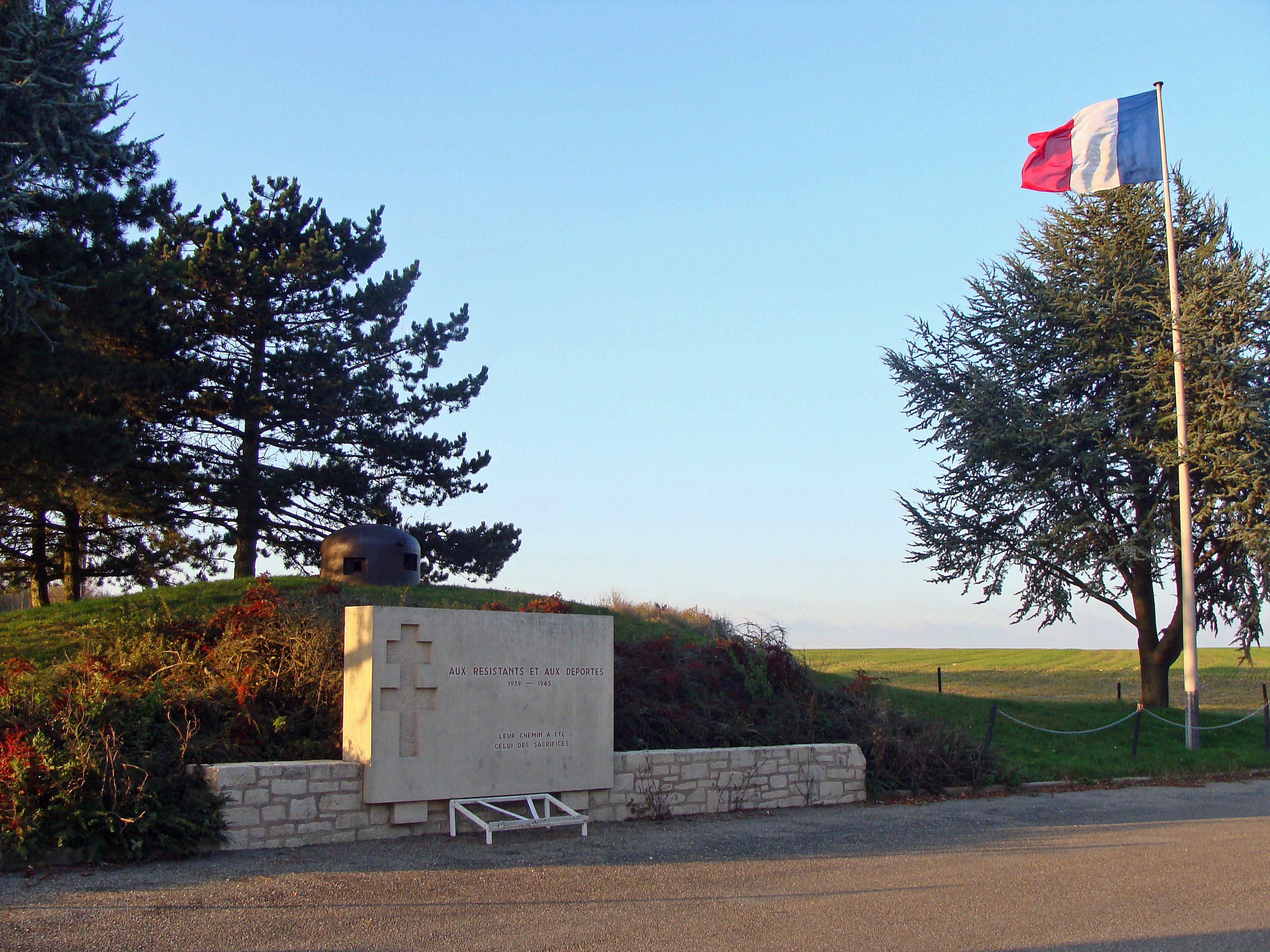
Mémorial des déportés et des résistants
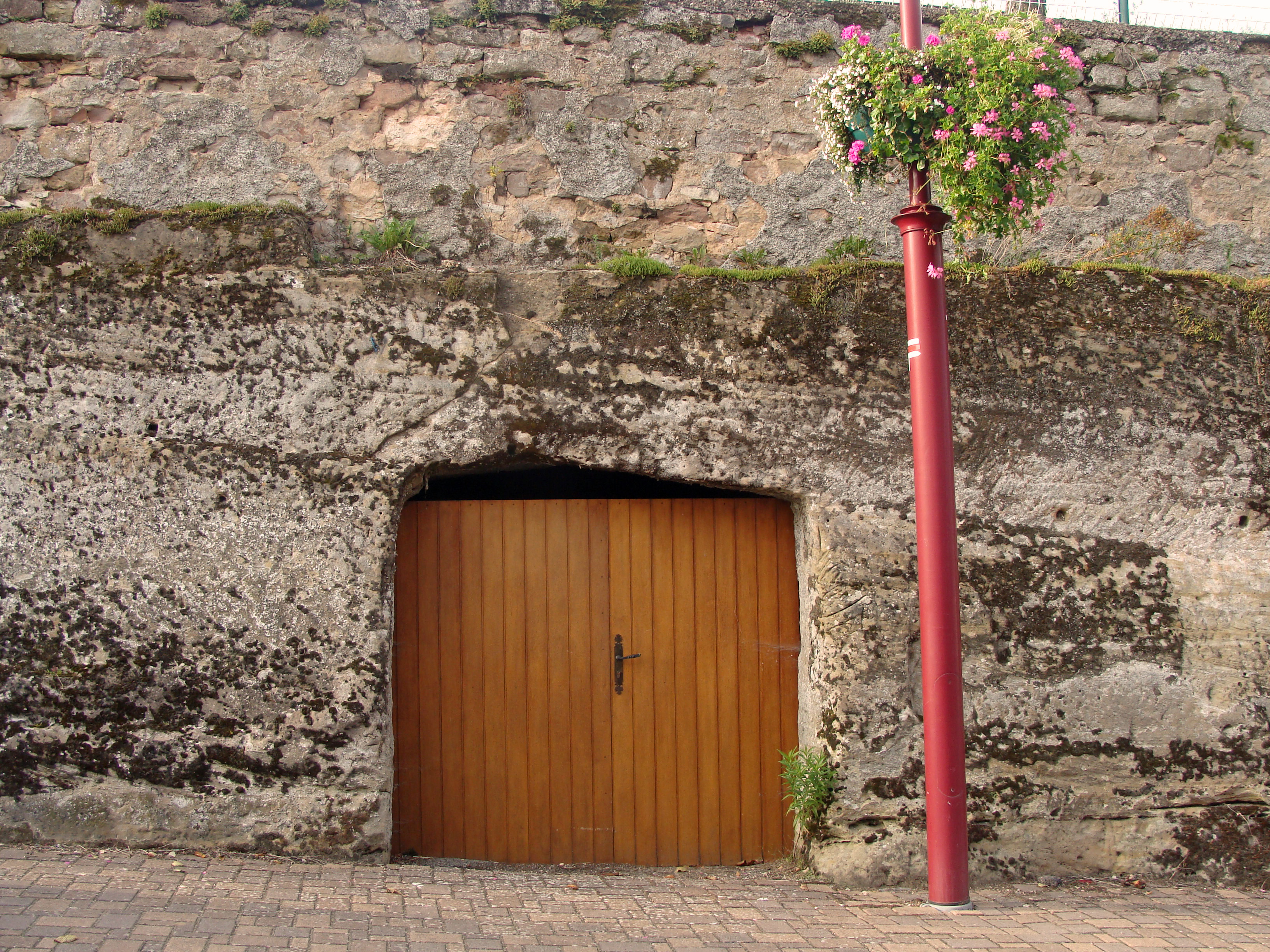
Anciennes caves troglodytes.
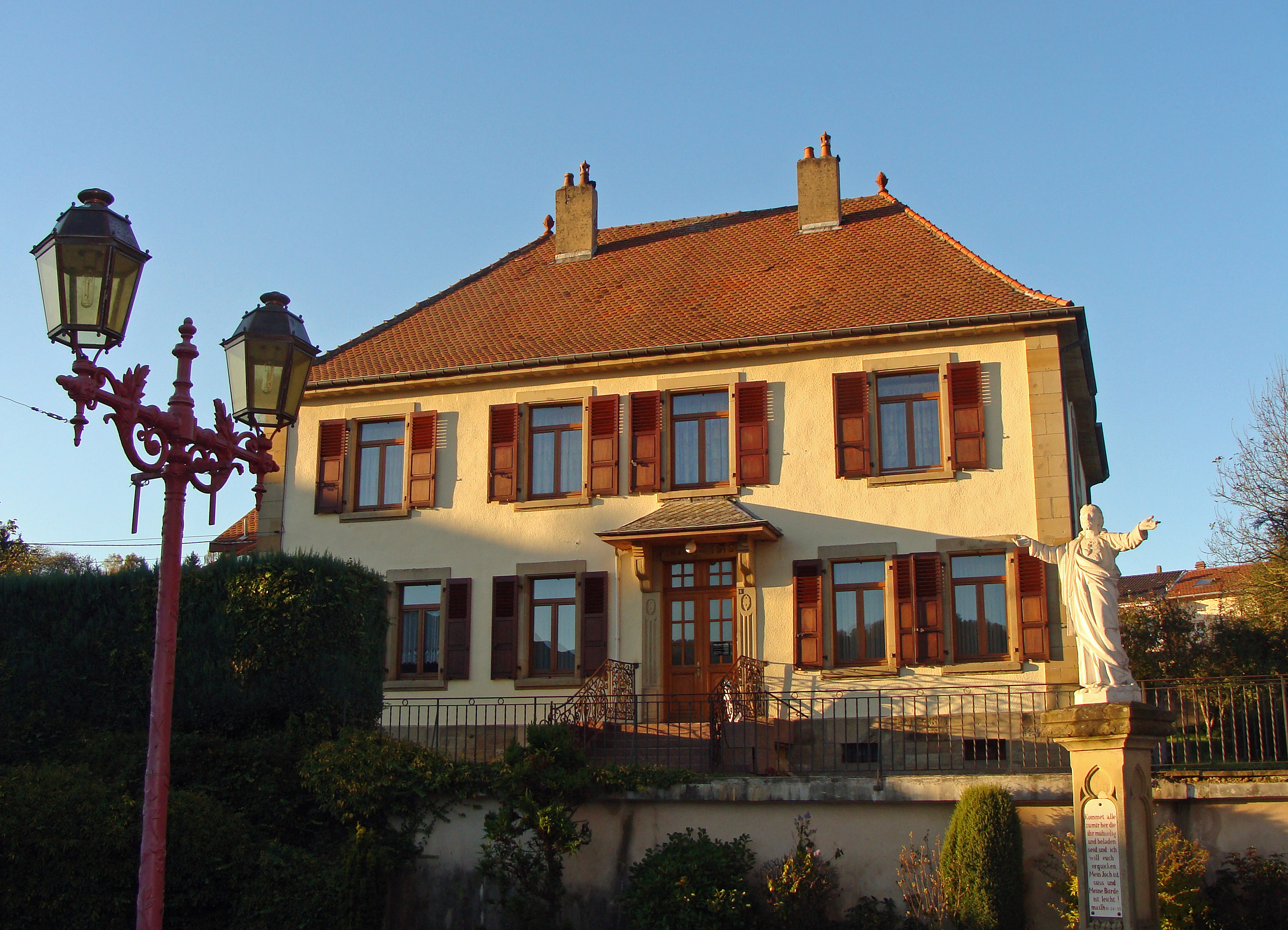
Presbytère catholique (1913).
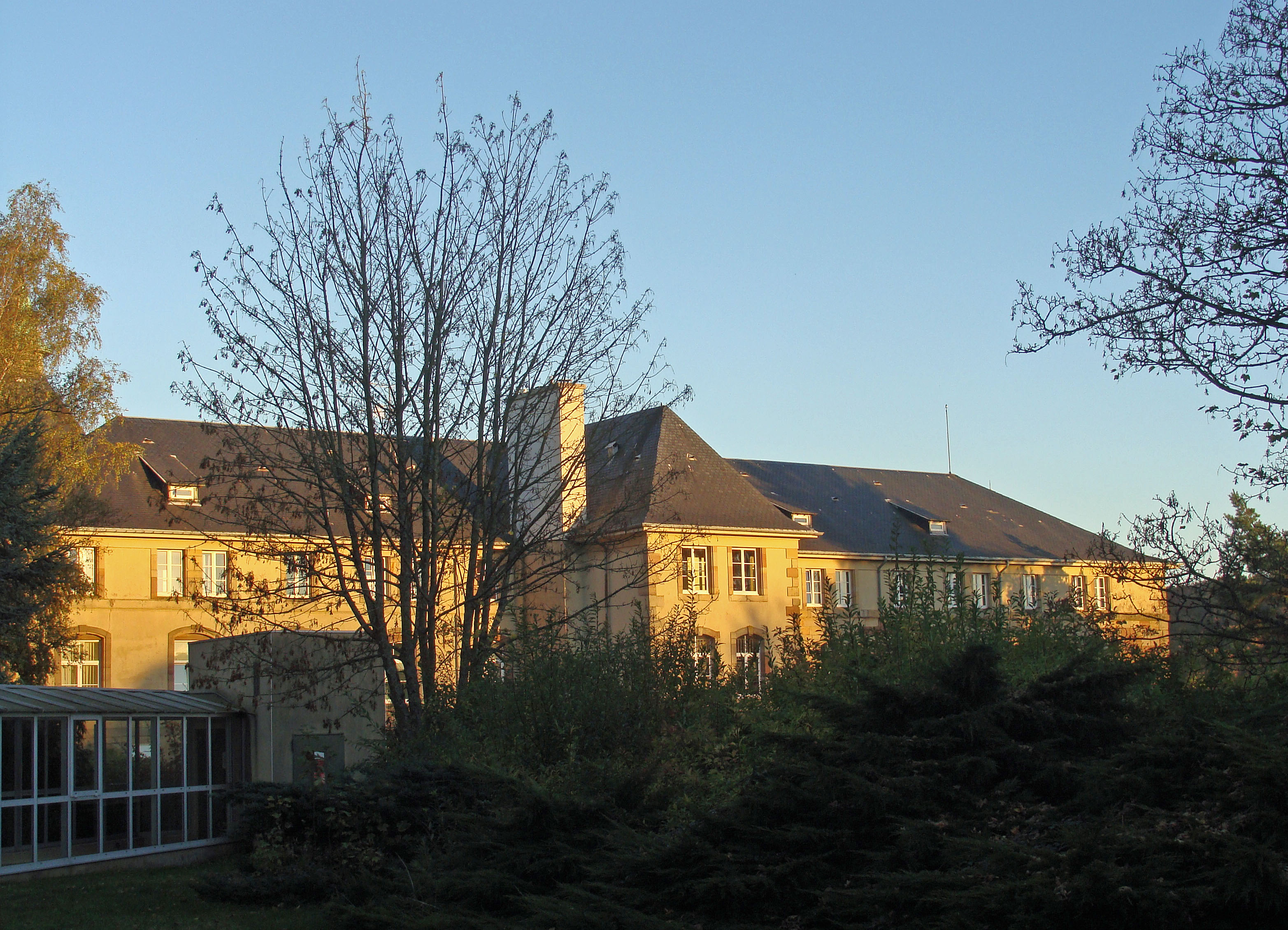
Bâtiment abbatial (vue arrière).
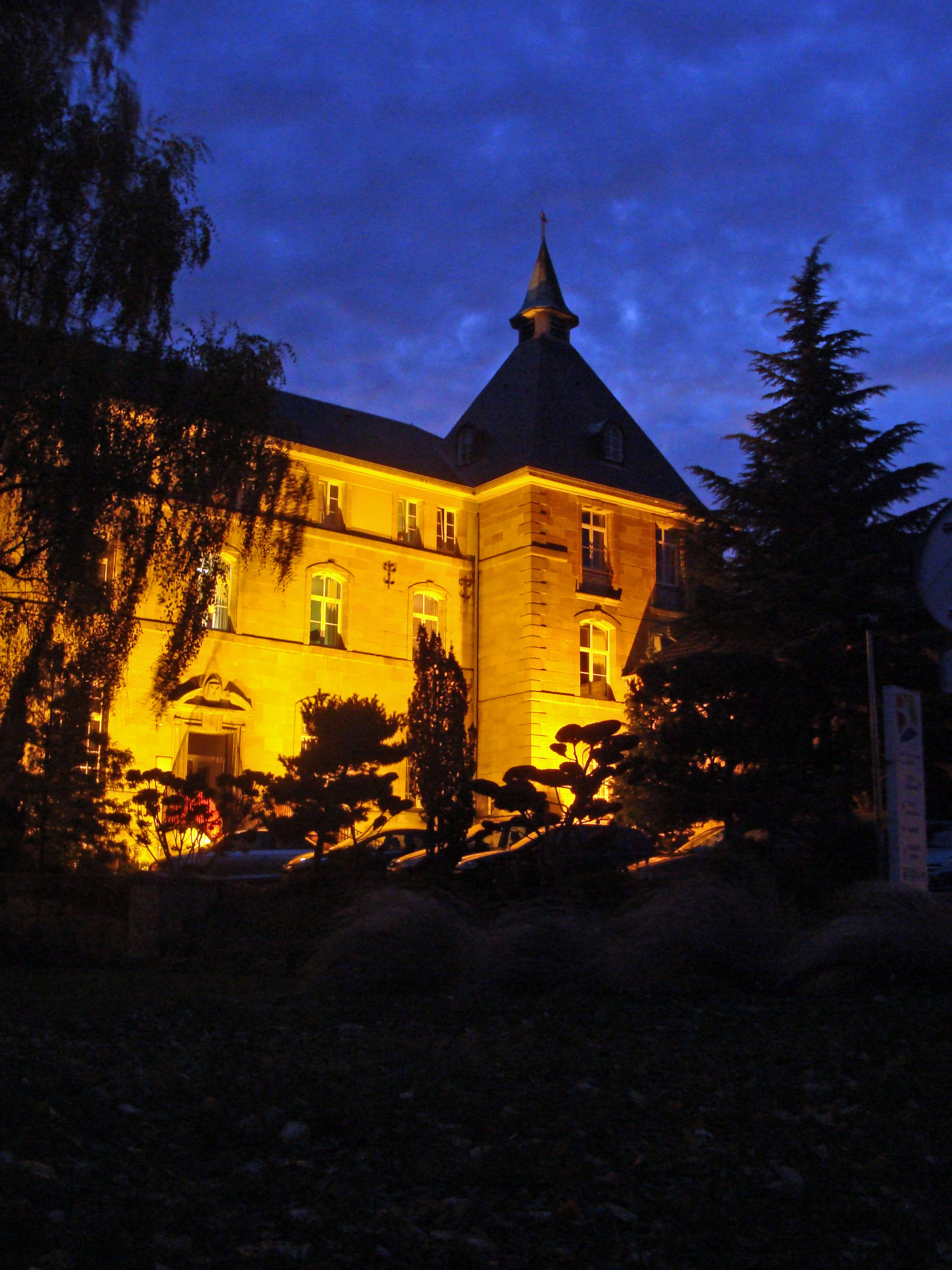
Bâtiment abbatial (vue de nuit)
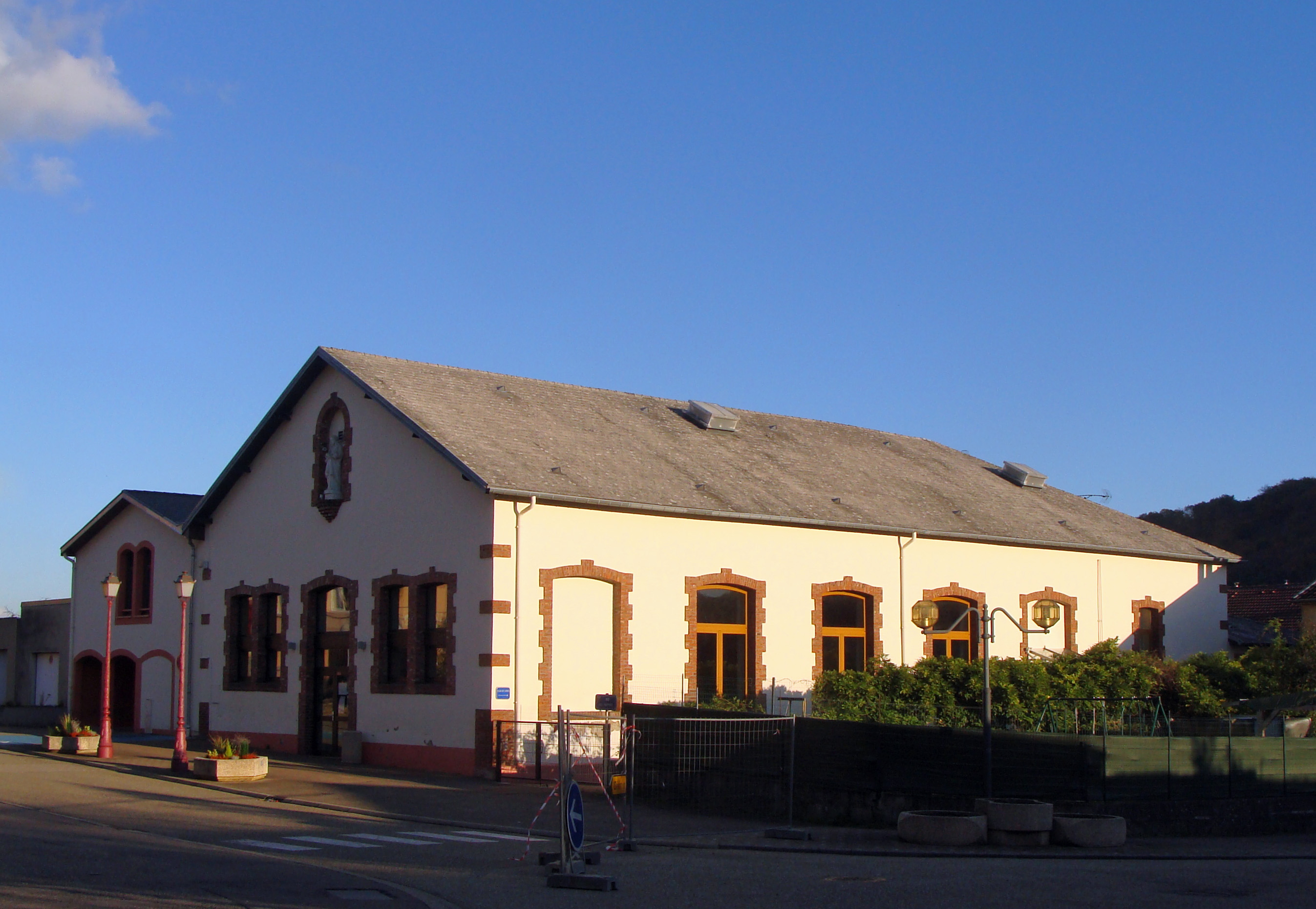
Foyer Saint-Martin
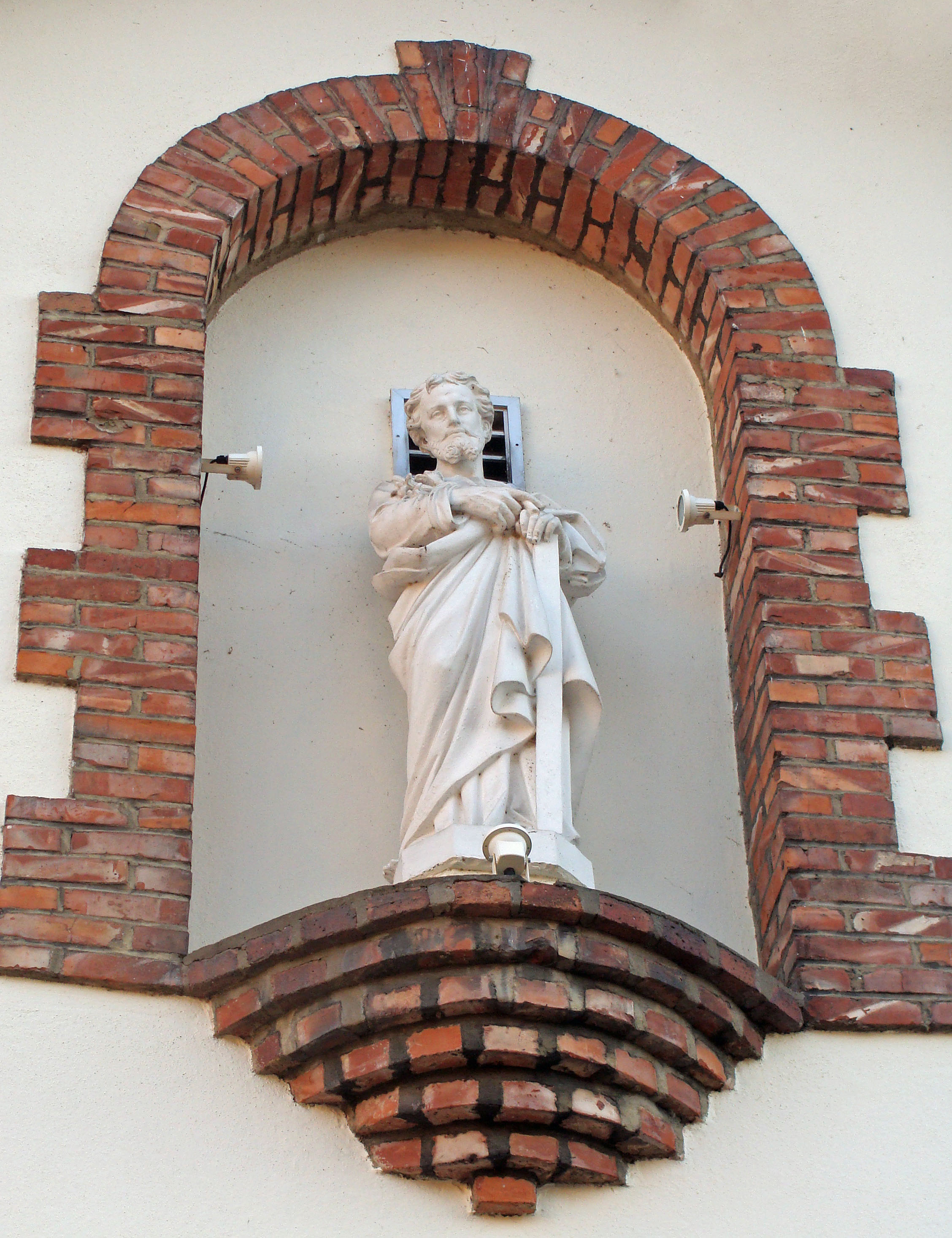
Statue de saint Martin, entrée du foyer

#### Édifices religieux

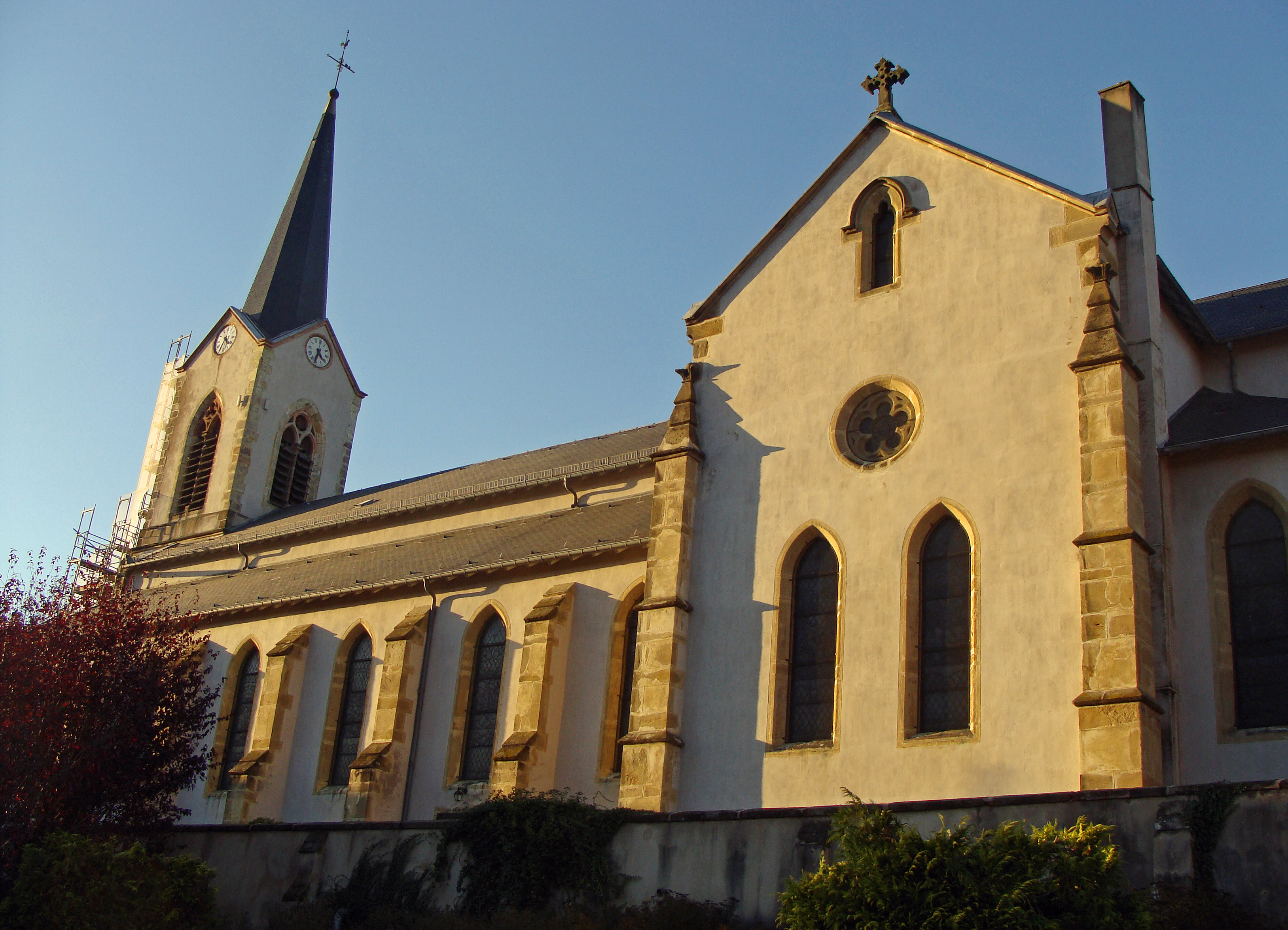
Église Saint-Magne (vue latérale).
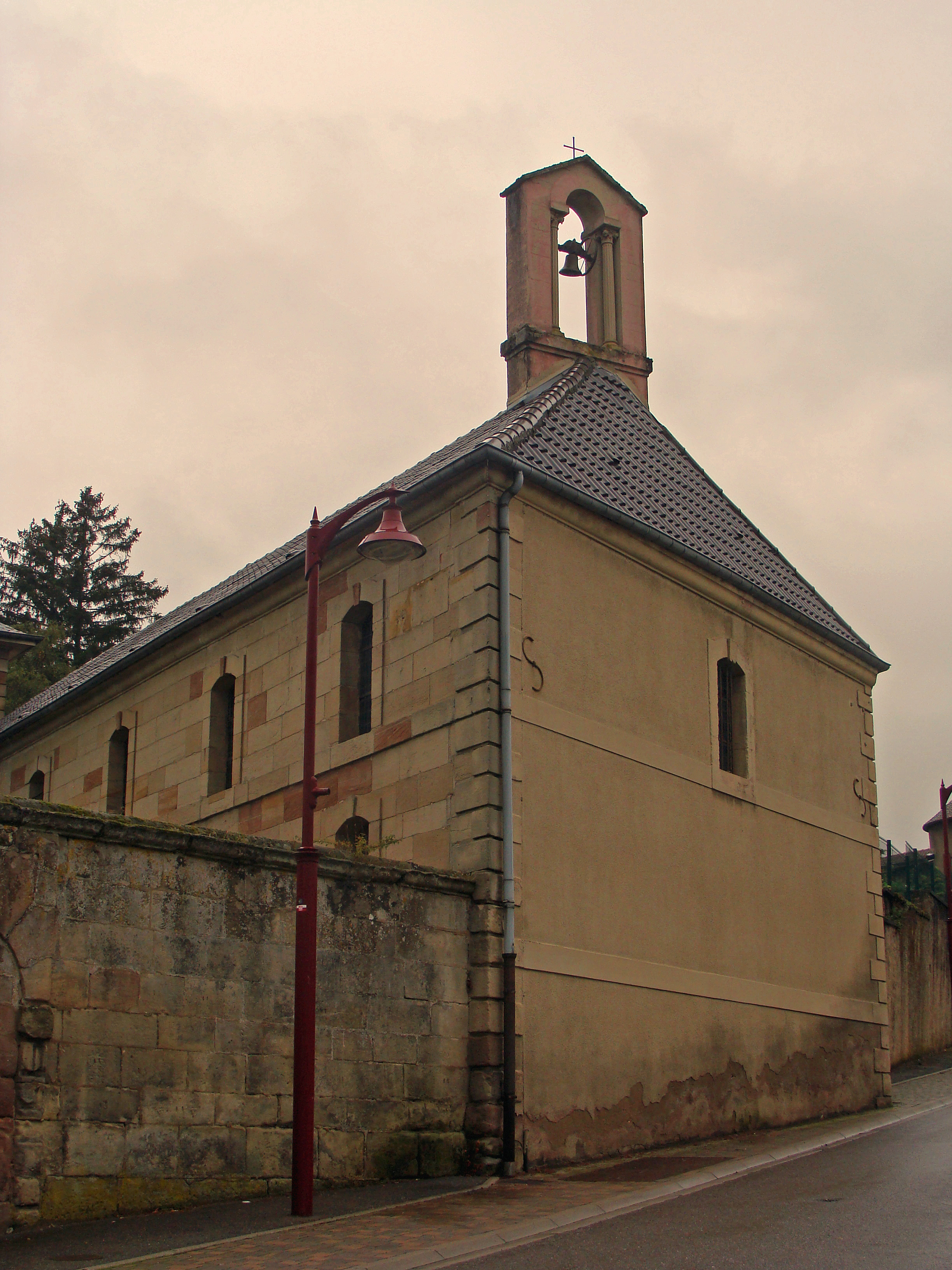
Chapelle de l'abbaye.
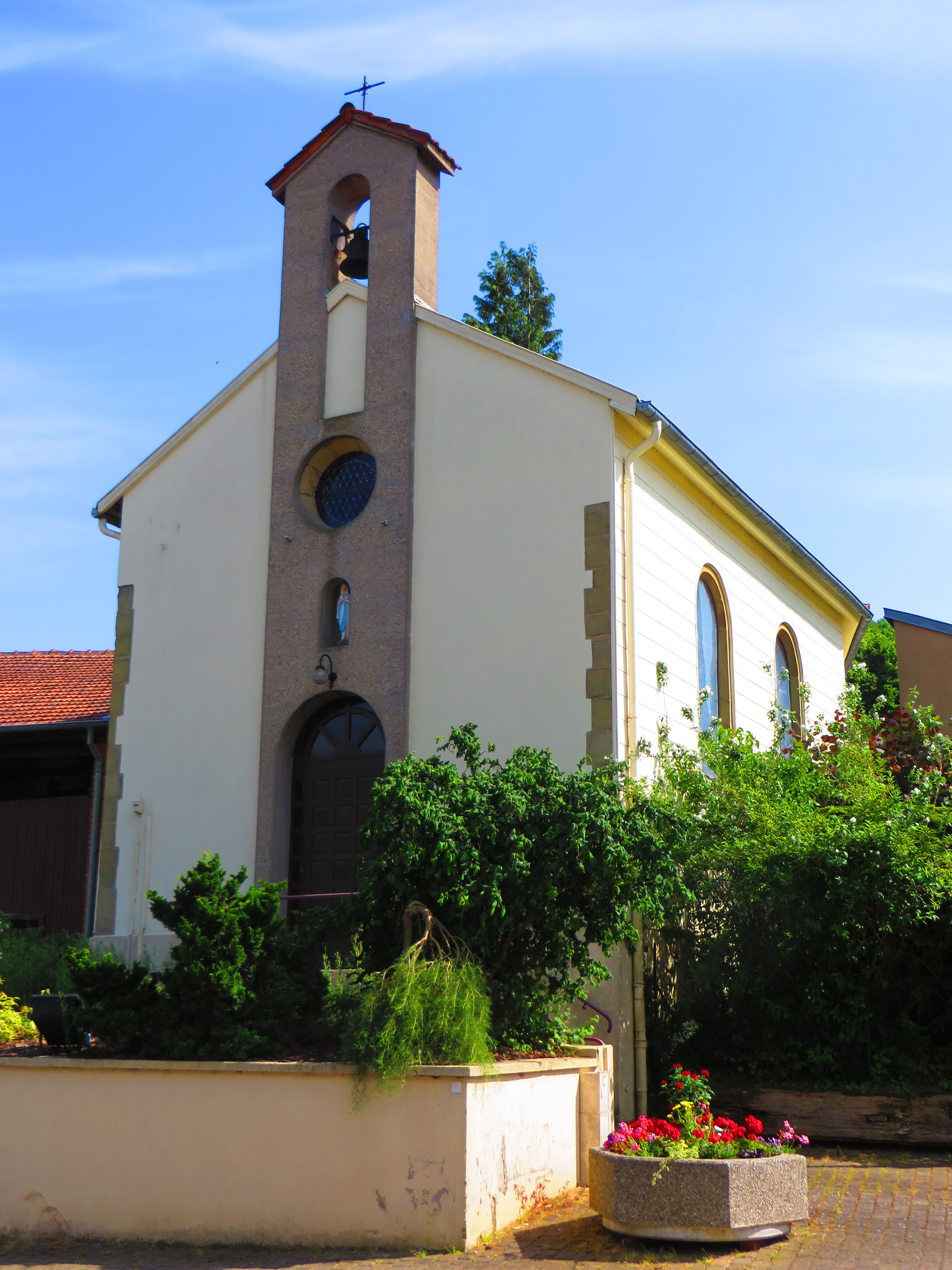
Chapelle Notre-Dame-de-Bon-Secours à Kleindal.
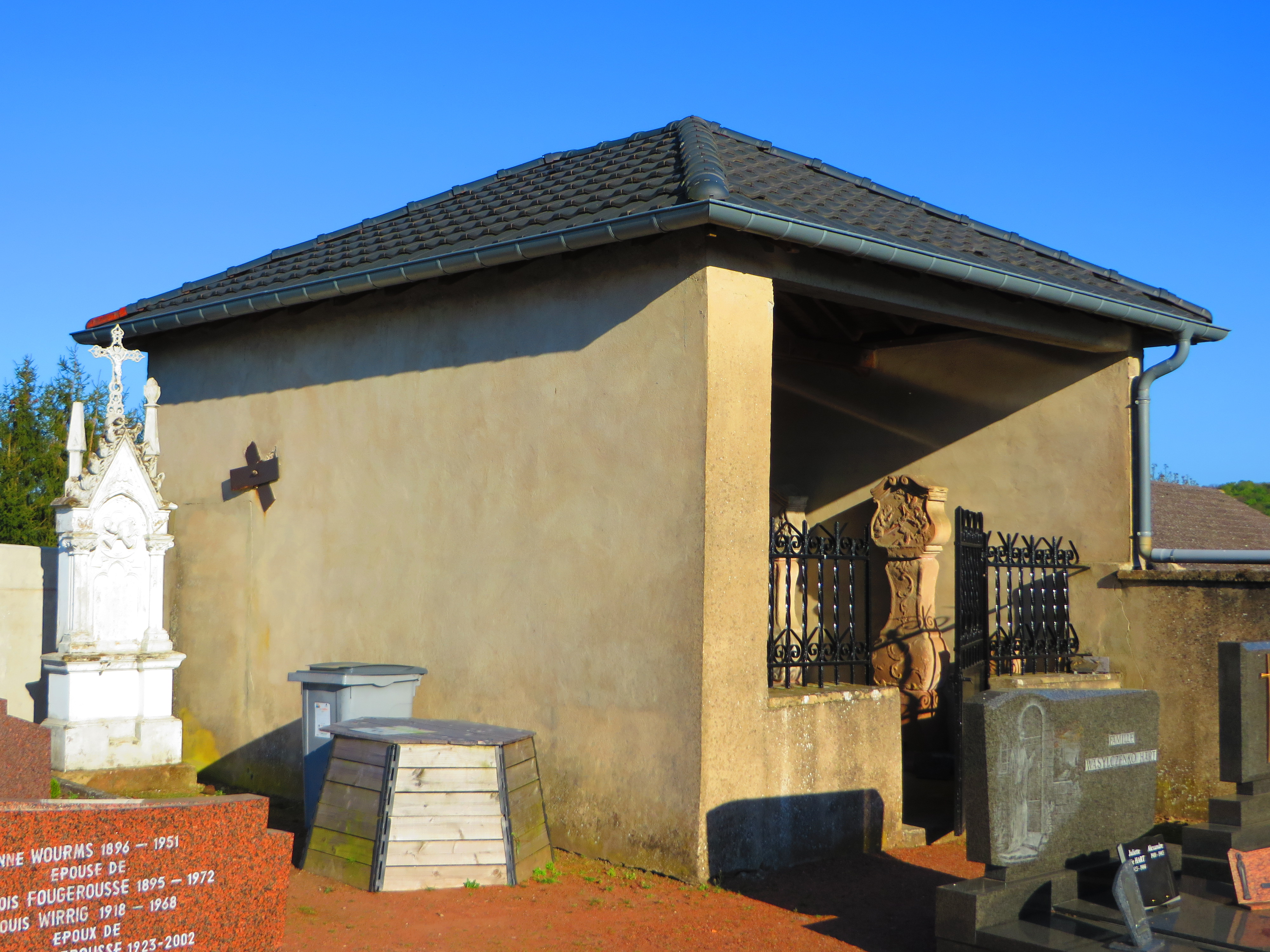
Chapelle du cimetière.

- L’église paroissiale catholique, dédiée à saint Magne, construite en 1740. Un orgue remarquable, œuvre du facteur allemand Rivemach, est alors installé[23]. L’édifice est agrandi en 1889, dans le style néogothique. Orgues de Rivemach, vitraux, autels, chaire sculptée. La paroisse de Longeville-lès-Saint-Avold fait aujourd'hui partie de la communauté de paroisses de Saint-Martin-des-Glandières.
- Un Christ de pitié du XVIe siècle dans la chapelle de l'ancien cimetière.
- Calvaires.
- Grotte de Lourdes.
- Chapelle de l’abbaye, aménagée dans le cellier au XXe siècle et la crypte est construite en 1950.
- La chapelle du cimetière.
- La chapelle Notre-Dame-de-Bon-Secours est édifiée en 1884 dans l’écart de Kleindal.

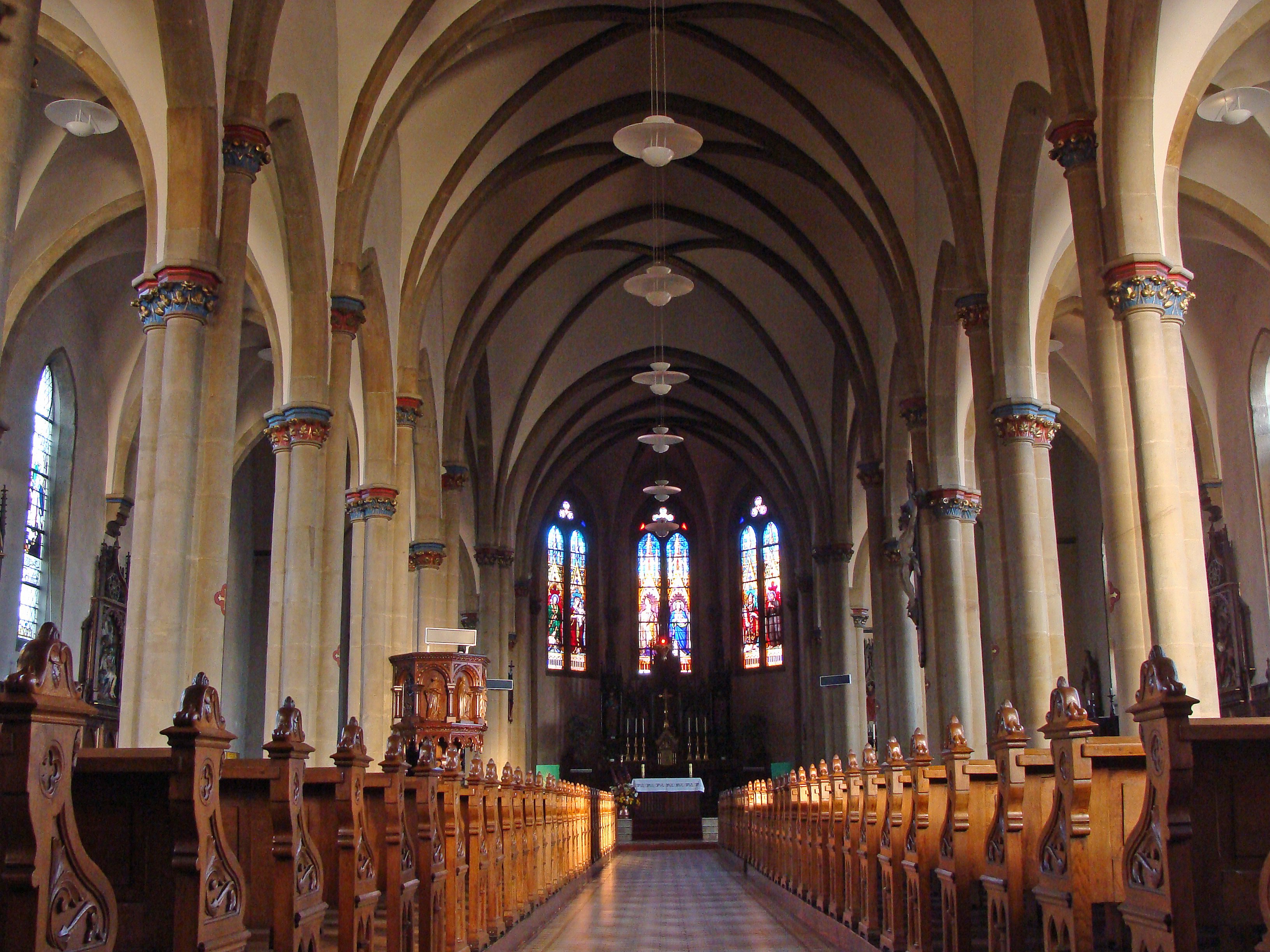
Église Saint-Magne (intérieur).
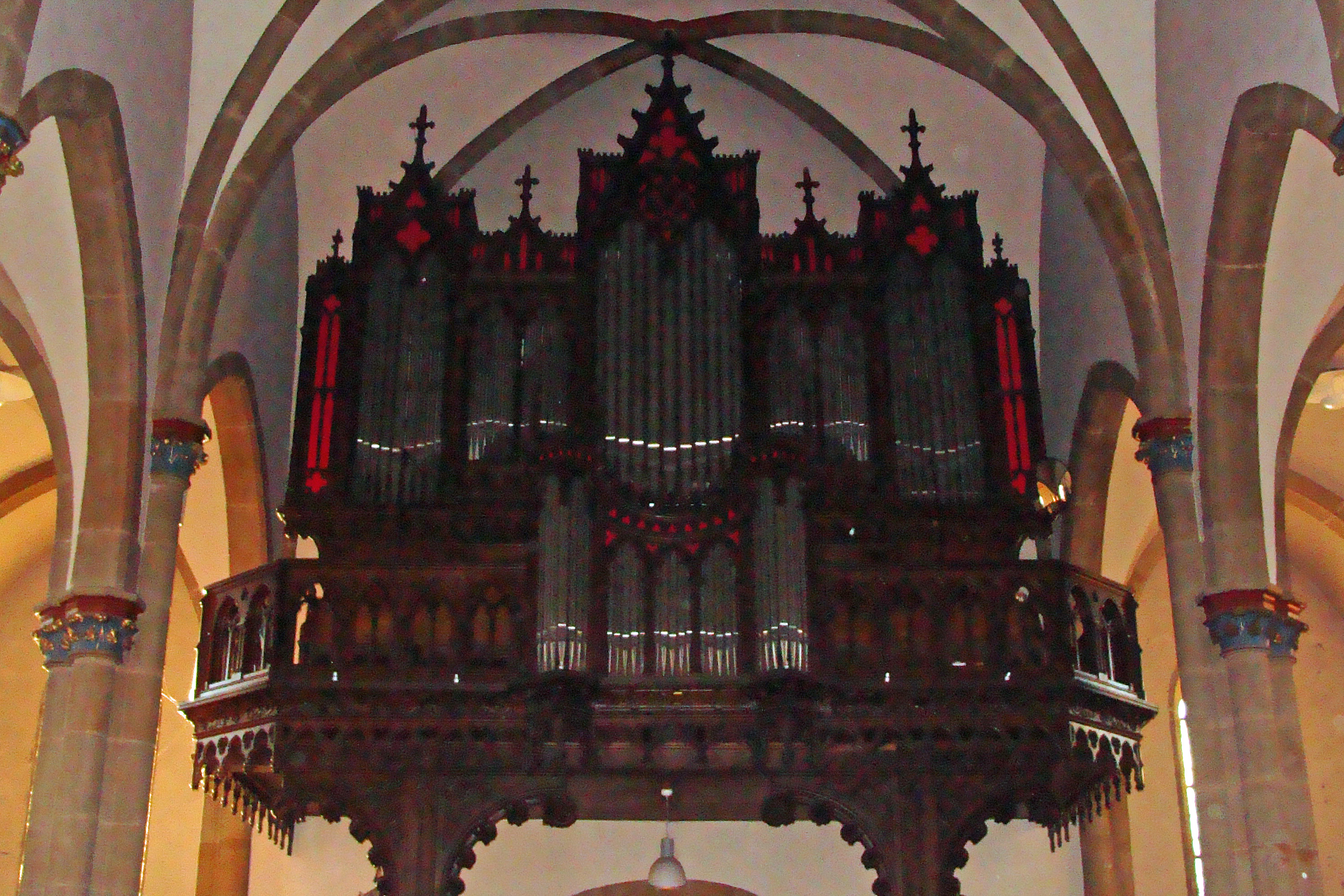
Orgues Rivemach de l'église Saint-Magne.
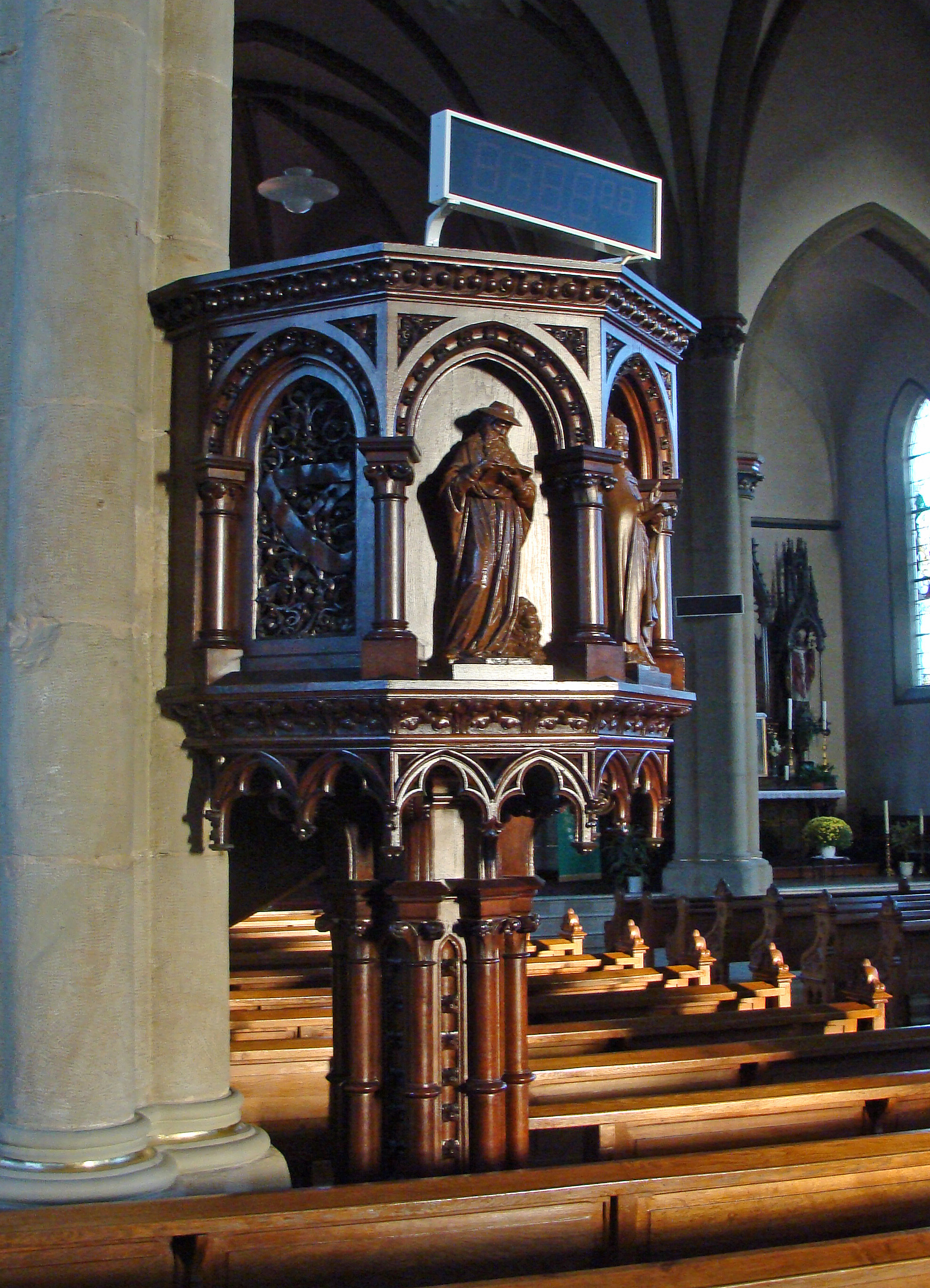
Chaire de l'église Saint-Magne.
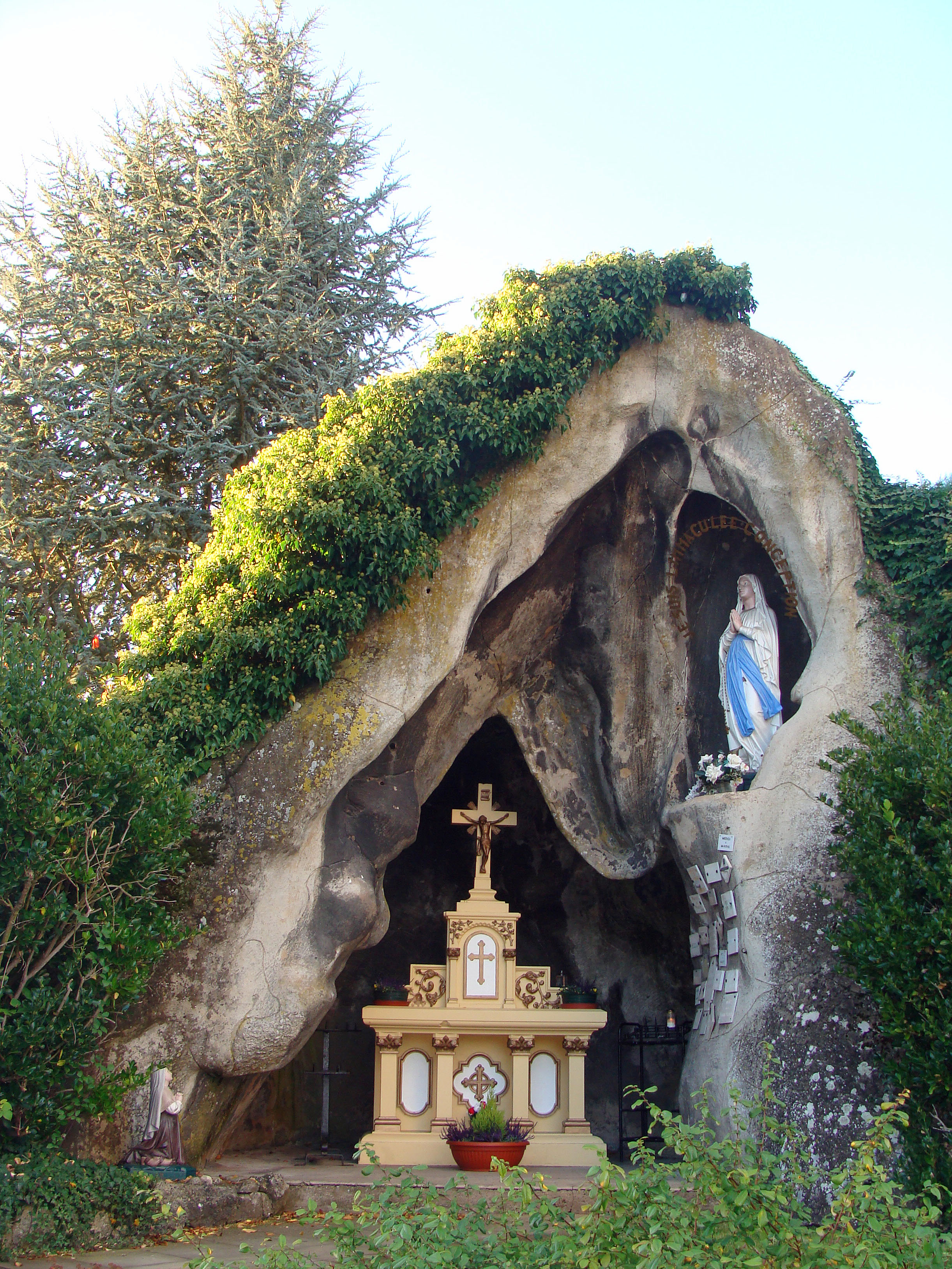
Grotte de Lourdes.
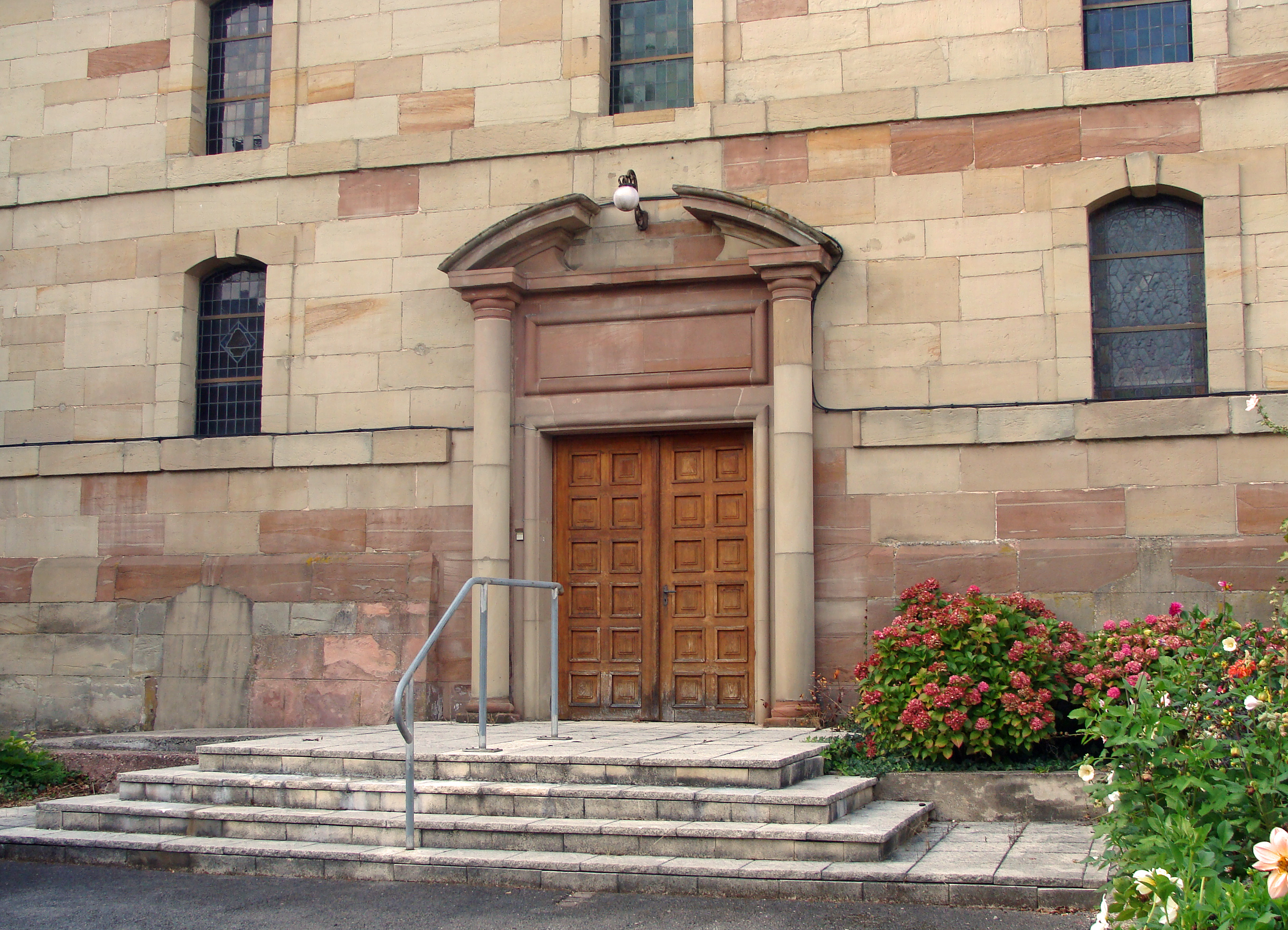
Entrée de la chapelle abbatiale.
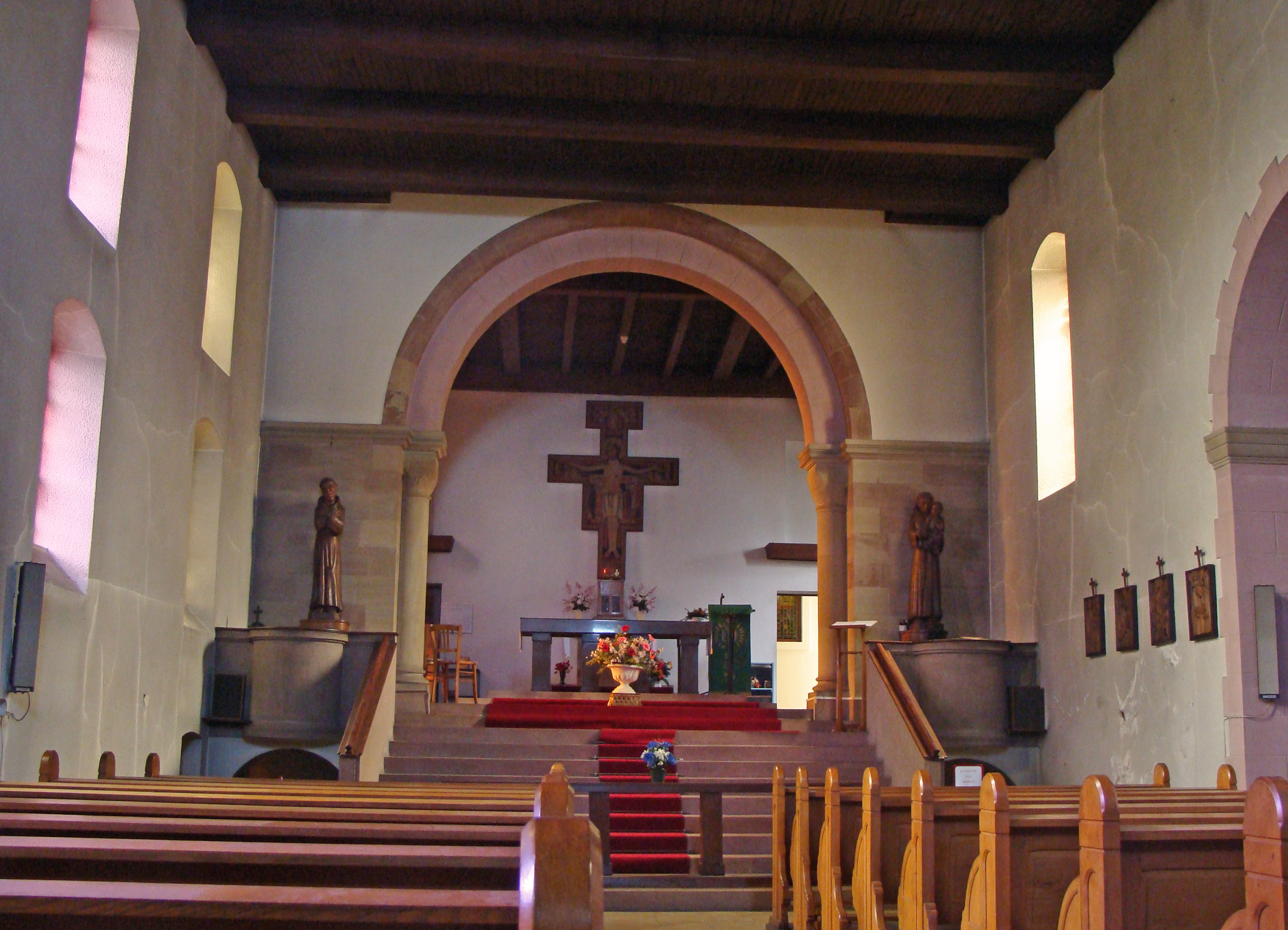
Intérieur de la chapelle abbatiale.
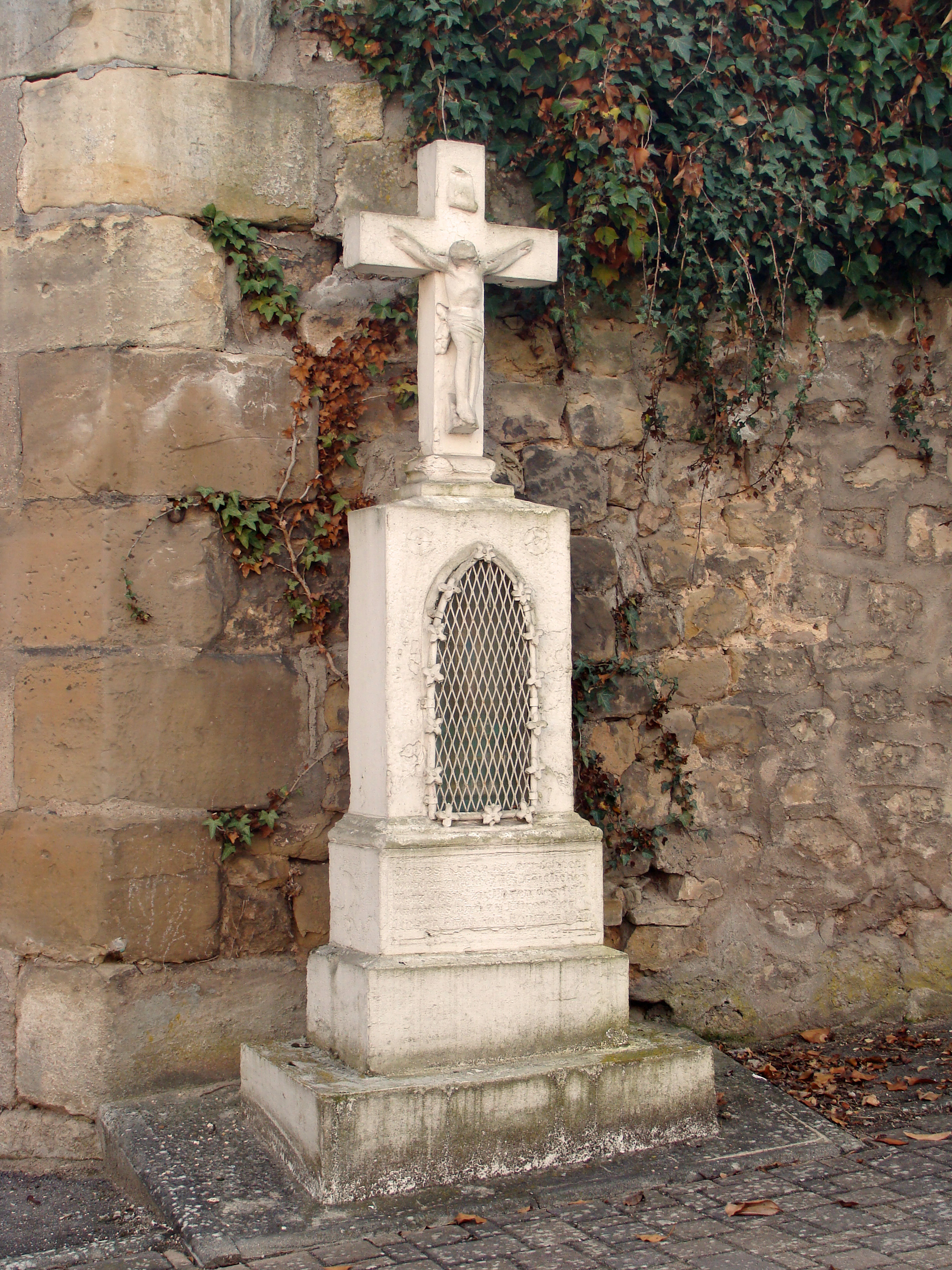
Calvaire.
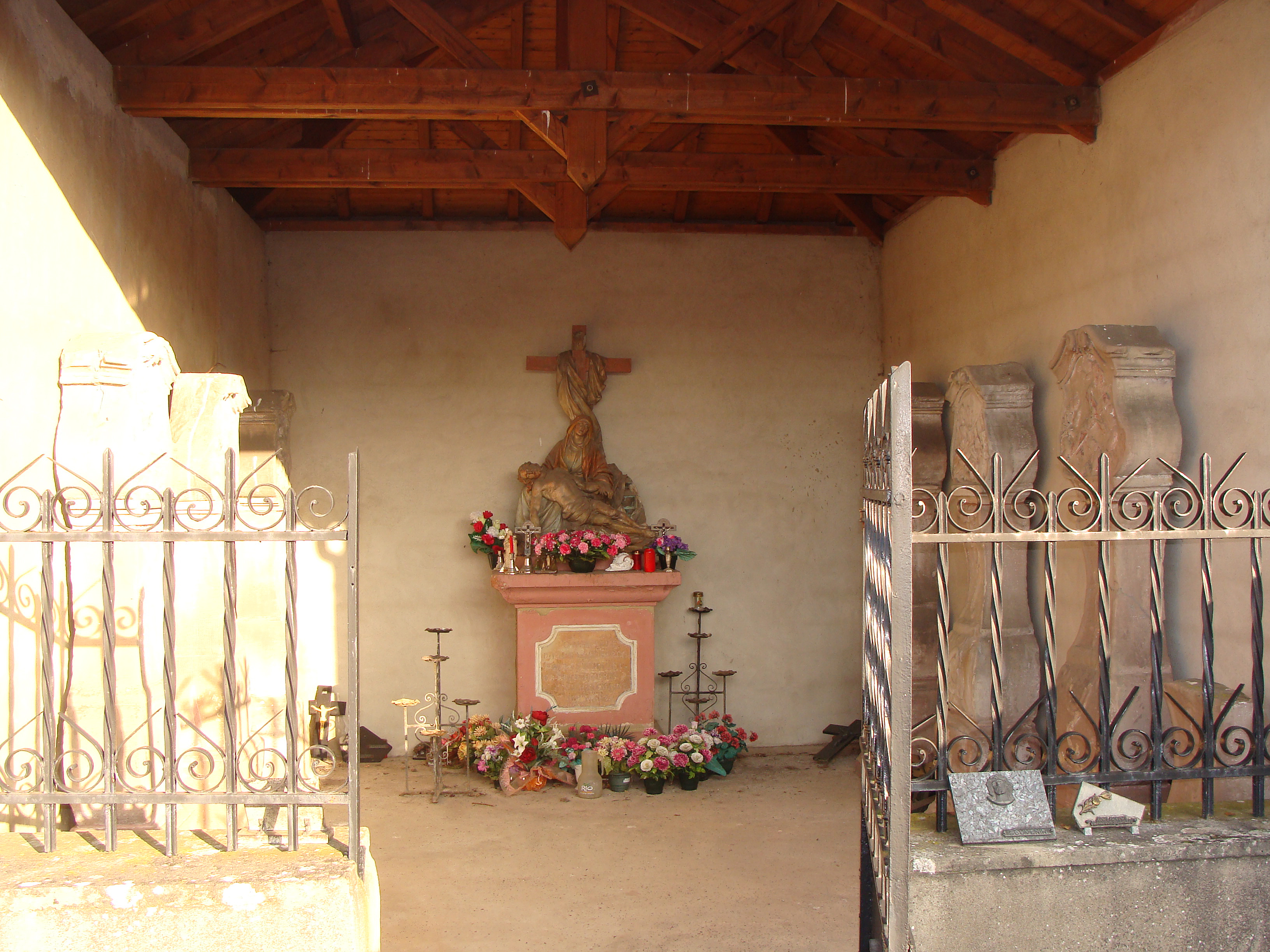
Chapelle du cimetière.

### Personnalités liées à la commune
- Saint Digne, abbé.
- Saint Oudon (Undon), abbé.
- Arnoul (Arnold) Bodogisel, considéré comme 3e abbé et fondateur de l'abbaye Saint-Martin-des-Glandières.
- Duc de Boufflers, abbé commendataire de l'abbaye Saint-Martin-des-Glandières dès 1752.
- Nicolas Redler (1851-1919), inventeur du billard Nicolas, y est né.

### Héraldique
| Blason de Longeville-lès-Saint-Avold | Blason  | De gueules à trois glands d'argent, la cupule en bas, ceux du chef posés en bande à dextre et en barre à senestre. |
| Blason de Longeville-lès-Saint-Avold | Détails | Le statut officiel du blason reste à déterminer.                                                                   |

## Pour approfondir